# Pętla gamma
Pętla gamma inaczej pętla rdzeniowo-mięśniowa lub układ wrzecionkowo-zwrotny – jeden z mechanizmów regulacji napięcia mięśniowego, obok odruchów rozciągania i odwróconego odruchu rozciągania. Aktywność tego układu wpływa wtórnie na czynność neuronów ruchowych powodujących skurcz mięśni.

## Elementy pętli gamma
- gamma-motoneurony
- włókna wewnątrz-wrzecionowe
- zakończenia pierwotne i wtórne wrzecion nerwowo-mięśniowych (receptorów rozciągania mięśnia)
- włókna dośrodkowe typu Ia i II
- alfa-motoneurony

## Działanie
Przy nienaruszonej pętli impulsy powstające w zakończeniach wrzecion przez alfa-motoneurony, docierają do włókien zewnątrz-wrzecionowych, które kurcząc się, modulują napięcie mięśniowe.
Pobudzenia gamma-motoneuronów mogą być wynikiem impulsacji zstępującej z wyższych pięter mózgowia albo z receptorów skórnych. Prowadzą one do skurczu zewnętrznych (poprzecznie prążkowanych) odcinków włókien intrafuzalnych. Sumarycznie aktywowany jest odruch toniczny rozciągania, co podtrzymuje napięcie mięśniowe.
Zadrażnienie włókien gamma powoduje skurcz włókien mięśniowych leżących obwodowo, co rozciąga środkowy odcinek wrzecionek, i tym samym pobudza zakończenia pierścienno-spiralne i włókna dośrodkowe, przekazujące z nich impulsy do rdzenia kręgowego.

## Modulacja
Modulacja pętli gamma przez OUN odbywa się za pośrednictwem szlaków zstępujących, które dzielimy na szlaki zstępujące boczne (np. droga korowo-rdzeniowa boczna i czerwienno-rdzeniowa), oraz szlaki zstępujące przyśrodkowe (np. korowo-rdzeniowa przednia, siatkowo-rdzeniowa).
Szlaki zstępujące boczne pobudzają alfa-motoneurony zginaczy, hamując te dla prostowników, a szlaki zstępujące przyśrodkowe działają odwrotnie.
Układ siatkowaty może również za pośrednictwem drogi siatkowo-rdzeniowej hamować działanie alfa- i gamma-motoneuronów.